# Luis Perdomo

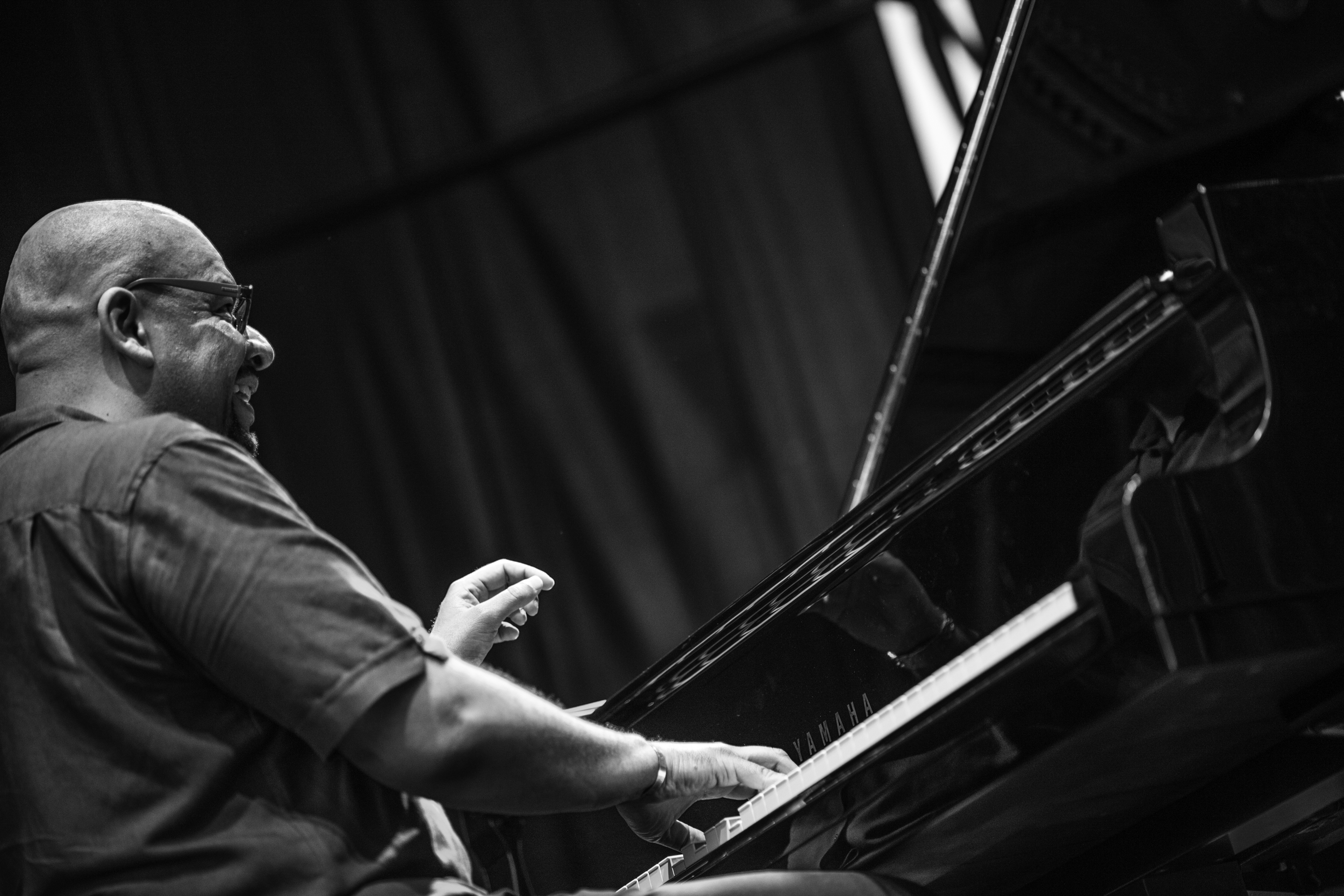

Luis Perdomo (* 19. Februar 1971 in Caracas) ist ein aus Venezuela stammender, in den Vereinigten Staaten arbeitender Jazzpianist und Arrangeur.

## Leben und Wirken
Perdomo hatte als Kind Klavierunterricht; als Jugendlicher war er Hauspianist in Jazzclubs seiner Heimatstadt. Mit 22 Jahren zog er nach New York City, wo er seitdem lebt. Er studierte sowohl Jazz als auch klassische Musik an der Manhattan School of Music und am Queens College. Durch Vermittlung von Roland Hanna erhielt er erste Auftrittsmöglichkeiten in der Jazz Gallery in  Manhattan als Begleitmusiker des Saxophonisten Yosvany Terry; in den folgenden Jahren arbeitete er außerdem mit David Gilmore, Jerry Gonzalez and The Fort Apache Band, Dafnis Prieto, John Benitez, Brian Lynch, und mit Ray Barretto, für den er auch arrangierte. 
Außerdem war Perdomo langjähriges Mitglied der Bands von Ravi Coltrane (Spirit Fiction, 2012) und Miguel Zenón (Awake, 2006); ferner begann er mit eigenen Formationen zu arbeiten; 2003 nahm er sein Debütalbum Focus Point (RKM Music) auf, das von Ravi Coltrane produziert wurde. Perdomo, der u. a. auch bei Aufnahmen von Monday Michiru und Hans Glawischnig mitwirkte,  ist von Chick Corea, McCoy Tyner, Keith Jarrett, Bill Evans und Herbie Hancock beeinflusst. Zu hören ist er u. a. auch auf Jamie Baums Album What Times Are These (2024).

## Diskographische Hinweise
- Focus Point (2005), mit Ravi Coltrane, Robert Quintero, Miguel Zenón, Ralph Peterson, Ugonna Okegwo
- Awareness (2006), mit Hans Glawischnig, Eric McPherson, Henry Grimes, Nasheet Waits
- Pathways (2008), mit Hans Glawischnig, Eric McPherson
- The Infancia Project (2011) mit Mark Shim, Andy Gonzalez, Ignacio Berroa, Mauricio Herrera
- Universal Mind (RKM Music, 2012), mit Jack DeJohnette
- Miguel Zenón & Luis Persomo: El Arte del Bolero (2021)